# 前田彩名
前田 彩名（まえだ あやな、1985年3月29日 - ）は、京都府京都市出身の関西地区を拠点に活動する日本のタレント、ディスクジョッキー。セイプロダクション所属。血液型AB型。大の広島カープファン。趣味は山登り。

## 出演番組
- なんMEGA! (FM OH!、2012年12月 - )
- UICK Radio (α-station、2022年6月- )

## 以前の出演番組
- MUSIC MAGIC(B-WAVE)
- ABCミュージック21(ABCラジオ、2008年4月1日 - 2009年4月3日　火曜日を経て金曜日)
- 山のぼり大好き(KBS京都他、2012年4月 - 2012年9月 )リポーター
- DELICIOUS DONUT(α-Station)
- α-KYOTO CONTENTS FILE（α-Station、2012年5月18日 - 2013年3月29日）
- RadioB☆B（α-Station）
- MUSIC STAMP (α-Station、2013年4月1日 - 2015年3月31日)
- STARDUST PARADE (α-Station、2015年4月1日 - 2016年3月31日)
- α-DAYLIGHT CALL (α-Station)
- Tea for Two (α-station、2020年4月- 2023年3月)
- Awesome New (α-station、2023年4月3日-2025年3月24日)